# 四谛
四圣谛  （catvāri āryasatyāni），又称四真谛、四谛，四種神聖的諦，即苦聖諦、苦集聖諦、苦滅聖諦和苦滅道聖諦，簡稱為苦谛、集谛、灭谛和道谛，是釋迦牟尼佛之軸心教法。已證初果後，依聖智慧名四聖諦；未證初果前，依凡夫智慧學習名四諦。

## 簡介
梵语 satya 義翻譯為真實的道理即真理；古漢語諦字翻譯原義是審知事物的內在含義或者意義。佛教支派分化，根本原因未依四諦精進，卻各自創出新方法，捨棄四諦為修行次第軸心，故此最終不斷異變。人乘及天乘的四諦，知苦的定義、積集的定義、寂滅的定義與滅苦的次第方法。知已，依八苦次第精進至三苦，諦思外身內身，目標是斷三結。
巴利語sacca,  既可以是名詞中性，亦可以是形容詞。若是名詞，意思是諦、事實或真理；若是形容詞，指真實的，真正的。四聖諦(catu-ariya-saccāni)由數詞四（catu）、聖者的（ariya）、諦（saccāni）組合而成的複合詞，即指四種由聖者所證悟的真理，不能推翻，由佛陀輔陳傳授，外道所排斥。

## 四聖諦
釋迦牟尼佛於菩提伽耶菩提樹下成道後，至鹿野苑初轉法輪，即為憍陳如、跋堤、跋波、摩訶男及阿說示五位沙門宣說四聖諦，五人各有所證悟，而求出家成為五比丘僧，故此知道，四聖諦就是凡夫斷三縛結，進入聖道的關鍵。
《雜阿含經·三七九·轉法輪經》：
“	一時，佛住波羅奈鹿野苑中仙人住處。爾時，世尊告五比丘：
「此苦聖諦，本所未曾聞法，當正思惟，時，生眼、智、明、覺；此苦集、此苦滅、此苦滅道跡聖諦，本所未曾聞法，當正思惟，時，生眼、智、明、覺。」
「復次，苦聖諦智當復知，本所未聞法，當正思惟，時，生眼、智、明、覺；苦集聖諦已知當斷，本所未曾聞法，當正思惟，時，生眼、智、明、覺。復次，苦集滅，此苦滅聖諦已知當作證，本所未聞法，當正思惟，時，生眼、智、明、覺。復以此苦滅道跡聖諦已知當修，本所未曾聞法，當正思維，時，生眼、智、明、覺。」
「復次，比丘！此苦聖諦已知、知已出，所未聞法，當正思惟，時，生眼、智、明、覺。復次，此苦集聖諦已知、已斷出，所未聞法，當正思惟，時，生眼、智、明、覺。復次，苦滅聖諦已知、已作證出，所未聞法，當正思惟，時，生眼、智、明、覺。復次，苦滅道跡聖諦已知、已修出，所未曾聞法，當正思惟，時，生眼、智、明、覺。」
「諸比丘！我於此四聖諦三轉十二行不生眼、智、明、覺者，我終不得於諸天、魔、梵、沙門、婆羅門聞法眾中，為解脫、為出、為離，亦不自證得阿耨多羅三藐三菩提。我已於四聖諦三轉十二行生眼、智、明、覺，故於諸天、魔、梵、沙門、婆羅門聞法眾中，得出、得脫，自證得成阿耨多羅三藐三菩提。」
爾時，世尊說是法時，尊者憍陳如及八萬諸天遠塵垢，得法眼淨

《雜阿含經·三九三經》等記載聖弟子證二乘四沙門果、辟支佛果，及大乘菩薩證佛果，皆得如實知見四聖諦，可知四聖諦就是修行之主軸，知四聖諦，見四聖諦，依無間等增上精進。
《雜阿含經·三九三經》：「如是我聞：一時，佛住波羅㮈國仙人住處鹿野苑中。爾時，世尊告諸比丘：若善男子正信非家，出家學道，彼一切所應當知四聖諦法。何等為四？謂知苦聖諦、知苦集聖諦、知苦滅聖諦、知苦滅道跡聖諦。是故，比丘！於四聖諦未無間等者，當勤方便，修無間等，如此章句，一切四聖諦經，應當具說。佛說此經已，諸比丘聞佛所說，歡喜奉行。如是知、如是見、如是無間等，悉應當說。
又三結盡，得須陀洹，一切當知四聖諦。何等為四？謂知苦聖諦、知苦集聖諦、知苦滅聖諦、知苦滅道跡聖諦。如是當知、如是當見無間等。佛說此經已，諸比丘聞佛所說，歡喜奉行。
若三結盡，貪、恚、癡薄，得斯陀含，彼一切皆於四聖諦如實知故。何等為四？謂知苦聖諦、知苦集聖諦、知苦滅聖諦、知苦滅道跡聖諦。如是當知、如是當見、如是無間等，亦如是說。
五下分結盡，生般涅槃阿那含，不還此世，彼一切知四聖諦。何等為四？知苦聖諦、知苦集聖諦、知苦滅聖諦、知苦滅道跡聖諦。如是知、如是見、如是無間等，亦如是說。
若一切漏盡，無漏心解脫、慧解脫，見法自知作證：『我生已盡，梵行已立，所作已作，自知不受後有。』彼一切悉知四聖諦。何等為四？謂知苦聖諦、知苦集聖諦、知苦滅聖諦、知苦滅道跡聖諦。如是知、如是見、如是無間等，亦如是說。
若得辟支佛道證，彼一切知四聖諦故。何等為四？謂知苦聖諦、知苦集聖諦、知苦滅聖諦、知苦滅道跡聖諦。如是知、如是見、如是無間等，亦如是說。
若得無上等正覺，彼一切知四聖諦故。何等為四？謂知苦聖諦、知苦集聖諦、知苦滅聖諦、知苦滅道跡聖諦。如是知、如是見、如是無間等，亦如是說。佛說此經已，諸比丘聞佛所說，歡喜奉行。」

### 苦谛
苦谛（Dukkha）：佛陀一開始就是開演四聖諦，諦有真理及不可推翻的意思，不會因時代文化科技進步而改變。苦的定義，外道說是痛苦不恆久等；凡夫譯義的苦諦，苦的意思是無常。初果譯義的苦，苦的意思是有漏洞。苦谛（Dukkha），由前綴的du與名詞的kha兩詞合成。“du”有惡、難、不好的、壞、困難、不舒服之義。“kha”指虛空、空間或天空之義。合在一起的dukkha 譯義為有漏洞。
佛陀教授凡夫，從外身(外世間)八苦入門尋(粗搜尋)伺(細觀察)：生、老、病、死、愛別離、怨憎會、求不得、五蘊熾盛。尋伺已，知(已知道)、見(已證實)外身(外世間)皆不離苦，生、老、病、死、愛別離、怨憎會、求不得、五蕴熾盛有漏故苦。八苦可再細分十一苦等，根据南传佛教中的《长部》描述，佛陀也把“苦”分为十一种（“十一苦法”）：生、老、死、愁、悲、苦、憂、惱、怨憎會、愛別離、求不得。無論如何細分，尋伺的最後重點放在「三苦」行苦、壞苦、苦苦，因為人天乘目標斷三結中「斷五蘊身見」，就是依「五蘊熾盛苦」及「三苦」而斷。

### 八苦
八苦是專門為「凡夫」初學人天乘四諦而建立，簡易入門，尋伺容易，解說依凡夫知見為宜。二乘及大乘聖佛弟子，依三苦次第深入。它們是：
1. 生苦，有生必有死，生是一切苦的起源。
2. 老苦，眾生因衰老而造成的苦。
3. 病苦，四大假合之身体，必然会得病。
4. 死苦，世事无常，人必然会死亡，即使一生健康无病无灾，也必然会經歷最大的无常——死亡。
5. 爱别离苦，所愛、所欲，總有分別之日。
6. 怨憎會苦，所憎，所怨，會面、往來，致使心生嗔怒、煎熬之苦。
7. 求不得苦，欲求而得不到的苦。
8. 五蘊炽盛苦。凡夫次第尋伺前七苦已，最後尋伺五蘊熾盛苦。一學習正見「五蘊定義」，依次第八正道五蘊，然後學習正見「熾盛原因」，最後依「無間等」尋伺「五蘊熾盛苦」。依四聖諦如實知見五蘊熾盛苦，能「斷五蘊身見」。[9]

八苦歸納為「五取蘊苦」，因為不知五蘊熾盛，或知五蘊熾盛但不知五蘊熾盛苦，無量苦隨無知不斷長養。

### 三苦
1. 行苦，三世流遷（行）的漏洞（苦）。知見「行」，依流遷建立過去現在未來（三世），依「無間等」知見行苦，知見過去現在未來（三世）的漏洞，離無間地獄。
2. 壞苦，生住壞（壞）建立的漏洞（苦）。知見壞苦已，知見一切作苦（一切作用的漏洞），不會迷於「能作」及「所作」，能離斷滅見。
3. 苦苦，苦諦也是依三世流遷及依生住壞而建立，故（苦諦）不離漏洞（苦）。

### 集諦
集諦（samudaya)，集者集起之義，又稱緣集，又稱苦集或愛集。
集是前緣積集的意思，又翻譯為「心」，積集名心。學習尋伺前緣時，必須已知見苦諦，知道一切前緣不離苦。不知見苦諦而說集諦，窮盡探索前緣，必墮「梵我想」，有我生一切想；窮盡推猜後緣，則必墮「斷滅想」，一切法住壞消失，外道所困惑。
依苦諦知見苦集諦：知見「未來」依現在而建立，故現在就是未來的集因；知見「過去」也是依現在而建立，故現在也是過去的集因；知見「壞」是依成住而建立，故成住就是壞的集因；知見三世依流遷而建立，故流遷是三世的集因；知見一切前緣皆不離苦，尋伺前緣無量。但外道不依四諦，不知苦諦，不知過去現在未來的漏洞(不知行苦)，故此不能知見壞苦及苦苦，最終必墮梵我見。
知見苦集諦已，依苦諦知見愛集諦：知見現在瞋，是未來貪的集因(不滿於現在，期盼未來)；知見現在貪，是未來瞋的集因(滿足於現在，厭惡未來將失去)。知見過去貪瞋，是現在苦受樂受的集因，尋伺無量。但外道不依四諦，不知愛是貪瞋痴，不知尋伺前緣積集的用途，故此不能修愛集諦，故「無明」是其集因。

### 滅諦
滅諦的滅是「寂滅」的意思，「不是壞滅」的意思。略釋：依苦聖諦和苦愛集聖諦，諦內六處，眼處、耳、鼻、舌、身、意處，如實知見一切法無間等，如實知見一切緣愛積集所依皆不離苦。解脫於苦已，不染不著、斷捨、吐盡、無欲、滅、止沒，無餘苦依，即苦集滅聖諦。外道不知四聖諦，沒有次第精進依苦聖諦和苦愛集聖諦，故誤會滅諦就是等同「壞」的意思，不知壞苦故，誤解滅諦就是不要想痛苦，想去除痛苦就要消滅產生痛苦的原因“貪、嗔、癡”。

### 道諦
又稱為苦集滅道聖諦。就是尋伺四聖諦的過程，必定隨順八正道。正見就是依四聖諦為主軸，聞正見但不思惟，就不能成就正語。正思惟已但記念不住，就不能成就正定(即禪定，智慧的確定)，應檢查加強正思惟、正語、正業、正命或正精進，如斯類推。八步幫助定證成績，於苦聖諦成就正定，就必能記憶不忘，過程必歷經正思惟正語等。而佛陀勸勉常精進勿懈怠，就是勸勉佛子，應精進勤方便增上正定，但聞知而少正道，即懈怠障礙進步。八正道再細分，可化成三十七道品。

## 四聖諦三轉十二行
四聖諦分為三轉十二行：
1. 初轉四行：
  1. 知苦；
  2. 觀察到苦的集起之因；

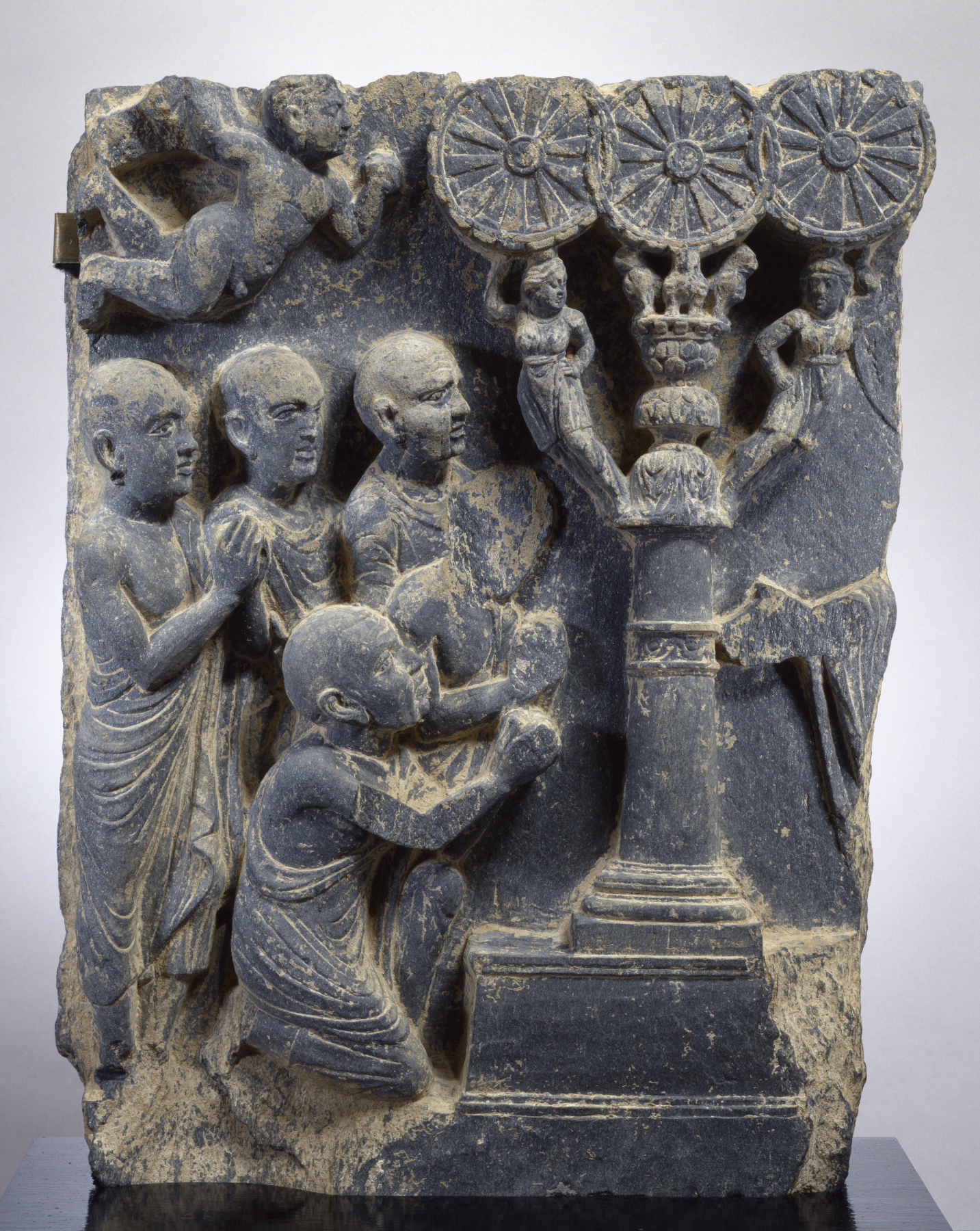
佛陀在鹿野苑向五比丘開示三轉十二行，貴霜帝國西元2世紀犍陀羅浮雕。

  3. 知道苦的集起之因，而知苦的因若滅去則苦能滅去；
  4. 知道苦的集起之因，從而發展出滅苦的方法。
2. 二轉四行：
  1. 對苦更深入了解；
  2. 對苦因更深入了解；
  3. 已經有些許的苦，因為執行滅苦的方法後而滅去；
  4. 對於滅苦方法積極的執行。
3. 三轉四行：
  1. 知道苦已不再來；
  2. 苦因已消除完畢；
  3. 所有苦皆滅盡；
  4. 滅苦方法已經徹底執行完成。

此處的知苦和知苦因，是和十二因緣密不可分，而四聖諦三轉十二行，即為十二因緣從了解到滅盡的過程。四聖諦與十二因緣並非分開的兩種理論，是次第和內容的不同面向敘述。

## 四谛十六行相
北傳《集異門論》：
1. 苦谛四相：非常(anitya)、苦(duḥkha)、空(śūnyatā)、非我(anātmaka)；
2. 集谛四相：因(hetu)、集(samudaya)、生(prabhava)、緣(pratyaya)；
3. 滅谛四相：滅(nirodha)、靜(śānta)、妙(praṇīta)、離(niḥsaraṇa)；
4. 道谛四相：道(mārga)、如(nyāya)、行(pratipad)、出(nairyāṇika)。

南傳《小部·無礙解道》：
1. 苦諦四相：逼迫(pīḷana)、有為(saṅkhata)、熱惱(santāpa)、變易(vipariṇāma)；
2. 集諦四相：堆積(āyūhana)、因緣(nidāna)、結縛(saṃyoga)、障礙(palibodha)；
3. 滅諦四相：出離(nissaraṇa)、遠離([pa]viveka)、無為(asaṅkhata)、不死(amata)；
4. 道諦四相：出(niyyāna)、因(hetu)、見(dassana)、增上(ādhipateyya)。